# Mirognathus normani
Mirognathus normani är en fiskart som beskrevs av Parr, 1951. Mirognathus normani ingår i släktet Mirognathus och familjen Alepocephalidae. Inga underarter finns listade i Catalogue of Life.